# Maravillas (Aguascalientes)
Maravillas es una localidad del estado mexicano de Aguascalientes. Es parte del municipio de Jesús María.

## Demografía
| Gráfica de evolución demográfica |
|                                  |

| Censo | Población |
| ----- | --------- |
| 1921  | 349       |
| 1930  | 388       |
| 1940  | 435       |
| 1950  | 588       |
| 1960  | 331       |
| 1970  | 813       |
| 1980  | 1 027     |
| 1990  | 1 290     |
| 2000  | 1 932     |
| 2010  | 2 208     |
| 2020  | 2 037     |